# Delphacodes angara
Delphacodes angara är en insektsart som först beskrevs av Kusnezov 1929.  Delphacodes angara ingår i släktet Delphacodes och familjen sporrstritar. Inga underarter finns listade i Catalogue of Life.